# Mario & Sonic en los Juegos Olímpicos London 2012
Mario & Sonic en los Juegos Olímpicos London 2012 (マリオアンドソニック アット ロンドンオリンピック?), es la tercera entrega de la franquicia que se inició con Mario & Sonic en los Juegos Olímpicos. El juego se basa en los trigésimos Juegos Olímpicos de Londres 2012.
Para este juego solo se puede jugar el Wii Remote y en determinados eventos se puede jugar con el Nunchuk. Se puede destacar que en diversos eventos solamente se usan los botones del Wii Remote. También se pierden modos de su antecesor como el modo entrenamiento y la opción de jugar con la Wii Balance Board.

## Lista de personajes
Los personajes de edición se clasifican en Tipo Completo, Tipo Velocidad, Tipo Fuerza y Tipo Habilidad (cambio de nombre de Mario y Sonic en los Juegos de Invierno de tipo Destreza a Tipo Habilidad).

### Saga de Super Mario
- Mario (completo)
- Luigi (completo)
- Peach (habilidad)
- Daisy (velocidad)
- Yoshi (velocidad)
- Wario (potencia)
- Waluigi (habilidad)
- Bowser (potencia)
- Donkey Kong (potencia)
- Bowser Jr. (completo)
- Birdo (velocidad)

### Saga de Sonic the Hedgehog
- Sonic (velocidad)
- Dr. Eggman (habilidad)
- Knuckles (potencia)
- Tails (habilidad)
- Amy (completo)
- Blaze (completo)
- Shadow (velocidad)
- Vector (potencia)
- Metal Sonic (velocidad)
- Silver (habilidad)

### Mii
También puedes jugar con tu propio Mii, al cual se le puede cambiar la vestimenta con diferentes complementos y disfraces de los personajes de la saga de Nintendo y Sega. Estos disfraces cambian las estadísticas de los Miis. Estas estadísticas cambian según el complemento, pero si se le aplica un disfraz de un personaje este obtendrá las mismas estadísticas que este.

## Lista de deportes

### Atletismo

#### Pista
- 100 metros
- 110 metros vallas
- Relevo 4 x 100 metros

#### Campo
- Salto de longitud
- Lanzamiento de disco
- Lanzamiento de martillo
- Lanzamiento de jabalina

### Gimnasia
- Trampolín
- Barras asimétricas
- Cinta rítmica

### Deportes acuáticos
- 100 metros libres
- Natación sincronizada

### Piragüismo
- Piragüismo de aguas tranquilas 1000 metros

### Hípica
- Hípica (salto ecuestre)

### Bádminton
- Bádminton (dobles)

### Vóley playa
- Vóley playa

### Tenis de mesa
- Tenis (individuales)

### Fútbol
- Fútbol

### Tiro
- Tiro olímpico

### Esgrima
- Esgrima

### Ciclismo
- Persecución por equipos

### Otros (solo para 3DS)
- Baloncesto
- Judo
- Balonmano
- Taekwondo
- Lucha libre
- Boxeo
- Triatlón
- Pentatlón moderno
- Hockey
- Halterofilia

*(WII) Disponibles para la versión de Wii.
*(3DS) Disponibles para la versión de Nintendo 3DS.

### Modo Historia 3DS
- Justo un día antes de la ceremonia de apertura de los Juegos Olímpicos, una misteriosa niebla de colores cubre el Estadio Olímpico de Londres. Mario, Sonic y compañía deberán descubrir quién está boicoteando el evento que todo el planeta espera con ganas.

### Londres Para Todos (Wii)
Es un modo de juego exclusivo para la consola Wii. Este modo consiste en tratar de conseguir el número necesario de pegatinas lo antes posible para completarlo y ganar. En este modo se puede jugar de 1 a 4 jugadores con cualquier personaje jugable.
Para jugar podemos elegir el número de páginas para pegar nuestras pegatinas que va de una página (30 minutos aprox.), dos páginas (60 minutos aprox.) y 3 páginas (90 minutos aprox.).
En este modo hay diferentes pegatinas: pegatinas desafío (consiste en vencer a un rival) que son 2x2 (las más grandes del juego), minijuegos de los personajes seleccionables que aparecen en la partida (cada uno tiene su propia pegatina diferente), pegatinas bonificación y en Hora de los Eventos.
Como conseguir pegatinas:
Para conseguir pegatinas bonificación hay diferentes métodos: que en una cápsula de suerte te toque una pegatina bonificación, hablando con un personaje que nos proponga un minijuego o evento y siempre nos dará una pegatina de este tipo, aunque perdamos, y por un interrogante en nuestro álbum.
Pegatinas en Hora de los Eventos: cuando pasen 12 horas dentro del reloj del juego, sonarán las campanas del Big Ben para avisarnos de este modo. Este modo trata en que el jugador humano que tenga menos pegatinas pueda elegir uno de los cuatro eventos propuestos por la consola. En este modo las pegatinas se reparten de diferente modo según el evento. Normalmente, cuando el evento avise que es individual, el primer puesto gana 5 pegatinas, segundo puesto 3 pegatinas y tercer puesto 1 pegatina, y el resto ninguna. Si el evento es cooperativo, todos los jugadores forman un solo equipo y se enfrenta a la CPU y si ganan tiene cada jugador 5 pegatinas si no ninguna. (NO hay pegatinas bonificación).
Suerte rotativa: normalmente después de resultados provisionales sale este minijuego. Trata en una ruleta que gira y los jugadores han de intentar conseguir el máximo número de pegatinas. Pueden ser de diferentes modos, pero siempre el orden de juegos comienza el 4º, después el 3º, a continuación el 2º y finalmente el 1º.
Desafíos.
En este modo nos debemos enfrentar a un rival en un evento.
| Personaje   | Evento                     |
| ----------- | -------------------------- |
| Bowsitos    | Salto de Longitud Fantasia |
| Omega       | 100m lisos                 |
| Rouge       | 110m vallas                |
| Huesitos    | Tenis de Mesa              |
| Jet         | Disco Fantasia             |
| Eggman Nega | Esgrima                    |
| Birdo       | 100m libres                |
| Rey Boo     | Sprint Fantasia            |

Al vencer a unos rivales determinados existe la posibilidad de que aparezca la opción de revancha pero solo aparece con:
| Personaje   | Evento           |
| ----------- | ---------------- |
| Huesitos    | Vallas Fantasía  |
| Eggman Nega | Esgrima Fantasía |
| Birdo       | Bádminton dobles |
| Omega       | Relevos 4x100m   |

Todas las pegatinas pegadas en el álbum de los jugadores se guardan en el apartado Records de los eventos del menú principal y los minijuegos jugados serán guardados en Minijuegos dentro de Londres para Todos para que se puedan jugar en cualquier momento.

### Eventos Fantasía
Son eventos olímpicos que presentan características de los universos de los protagonistas. Esta clase de eventos está de forma exclusiva en la versión del juego para Wii.
- Salto de longitud Fantasía
- Rafting Fantasía
- Disco Fantasía
- Barras asimétricas Fantasía
- Vallas Fantasía
- Hípica Fantasía
- Sprint Fantasía
- Trampolín Fantasía
- Paseo espacial Fantasía
- Esgrima Fantasía

## Desarrollo
La secuela estuvo confirmada oficialmente por Sega y Nintendo al 21 de abril de 2011, y sus predecesores ya vendieron más de 19 millones de unidades. Es el juego oficial de los Juegos Olímpicos de Verano de 2012 y está licenciada por el Comité Olímpico Internacional. Todas las versiones están desarrolladas por Sega Japón y todas publicadas por Nintendo en Japón y en Sega por Norteamérica, Europa y Australia. Según la revista Computer and Video Games, el juego lo estaban desarrollando unas 100 personas. En la Wii el juego salió en noviembre de 2011 y en la Nintendo 3DS en febrero de 2012.
El 1 de noviembre de 2012 saldrá en Japón una versión descargable del juego en el eShop de Nintendo 3DS, al igual que Mario Tennis Open. El 30 de mayo salió a Europa y Australia.

## Curiosidades
- Este juego no tiene doblaje Español en los personajes de Sonic a pesar de que se estrenó después de Sonic Generations.
- La mayoría de elementos de este juego como público, imágenes de los personajes, sonidos de botones y demás se reciclaron de su juego precesor.